# Kirjat Tiwon
Kirjat Tiwon (hebr. קריית טבעון; ang. Kiryat Tiv'on) – samorząd lokalny położony w dystrykcie Hajfa, w Izraelu.

## Położenie
Miasteczko leży pomiędzy dolinami Zvulun i Jezreel, na południowy wschód od Hajfy, przy drodze do Nazaretu. Kirjat Tiv'on jest znane z Parku Narodowego Beit She'arim.

## Historia
Miasto powstało w 1958 roku w wyniku połączenia trzech osad: Tiwon, Kirjat Amal i Elroi.

## Demografia
Zgodnie z danymi Izraelskiego Centrum Danych Statystycznych w 2006 roku w osadzie żyło 14 tys. mieszkańców.
Populacja osady pod względem wieku (dane z 2006):
| Wiek (w latach) | Procent populacji w % |
| --------------- | --------------------- |
| 0-4             | 7,0%                  |
| 5-9             | 6,8%                  |
| 10-14           | 8,0%                  |
| 15-19           | 7,1%                  |
| 20-29           | 13,3%                 |
| 30-44           | 17,6%                 |
| 45-59           | 20,3%                 |
| ponad 60        | 19,9%                 |

Źródło danych: Central Bureau of Statistics.

## Miasta partnerskie
- Compiègne, Francja
- Brunszwik, Niemcy